# Etlingera xanthoparyphe
Etlingera xanthoparyphe är en enhjärtbladig växtart som först beskrevs av Karl Moritz Schumann, och fick sitt nu gällande namn av Rosemary Margaret Smith. Etlingera xanthoparyphe ingår i släktet Etlingera och familjen Zingiberaceae.
Artens utbredningsområde är Papua Nya Guinea. Inga underarter finns listade i Catalogue of Life.